# Caroline Ambrose
Caroline Ambrose est une actrice américaine.

## Filmographie
- 1995 : Lost at Sea
- 1997 : Mystery Monsters : Queen Mara
- 1997 : Allyson Is Watching : Bridget
- 1998 : Joseph's Gift : Clara Childress
- 1999 : Gigolo à tout prix (Deuce Bigalow: Male Gigolo) : Mother
- 2000 : In Love (Down to You) : Al's First Kiss
- 2004 : Adventures in Animation 3D : Maria (voix)